# Вечный Воитель
Ве́чный Вои́тель (Вечный Герой, Вечный Победитель, Вечный Поборник) (англ. Eternal Champion) — основной персонаж произведений английского фантаста Майкла Муркока.
Хотя Муркок описал около двух десятков воплощений Вечного Воителя (каждому из которых посвящён рассказ, роман или серия романов), наиболее известны четверо из его героев — Четверо, Ставших Одним: Элрик из Мельнибонэ, Дориан Хокмун, Принц Корум и Эрикезе, Помнящий.

## Основные черты персонажа
Вечный Воитель — существо, проживающее не одну жизнь в Мультивселенной: он способен к реинкарнации, и постоянно возрождается в телах разных людей или представителей нечеловеческой расы — вроде ватхага Корума. Реинкарнации Вечного Воителя отличаются большей индивидуальностью, реалистичностью в изображении их человеческих черт (включая слабости), чем, к примеру, предшествующие им герои Э. Берроуза или Р. Говарда. В отличие от Конана, героям Муркока знакомо сомнение.
Асприн, обыгрывая множество инкарнаций Вечного Воителя у Майкла Муркока, сделал эпиграфом 10 главы своей книги МИФОуказания фразу «Настоящие герои не умирают! Они вновь появляются в продолжениях!» приписав её Муркоку.

### Облик
Облик Вечного Воителя меняется от инкарнации к инкарнации, часто он обладает какими-либо необычными чертами лица: так, Элрик — ярко выраженный альбинос, Корум носит в правой глазнице магический драгоценный камень вместо глаза, и т. п. Он зачастую не отличается физической силой. В романе «В поисках Танелорна» (1975 г.) описано слияние четырёх инкарнаций Воителя в одну сущность — четырёхликого, восьмирукого и восьминогого гиганта.

### Предназначение
Вечный Воитель призван быть защитником и спасителем вселенной, он служит Космическому Равновесию (чем отличается, к примеру, от персонажей Дж. Р. Р. Толкина), и поэтому постоянно вынужден обуздывать силы Хаоса, угрожающие миру. Вл. Гаков отмечает, что миф о Вечном Воителе, участвующем в непрекращающейся битве Порядка с Хаосом Муркок создал под влиянием зороастризма. Но сам Вечный Воитель тяготится этой своей обязанностью (а в некоторых инкарнациях — просто не подозревает о ней), и хочет жить обычной жизнью простого смертного (характерный пример — Хокмун). Его, обычно, может вынудить к спасению мира непосредственная угроза его близким и любимым людям.
Предопределённость в сочетании с повторяемостью судьбы Вечного Воителя (неважно, в прошлом или будущем) характеризует сюжет романов данного цикла как происходящий в циклическом времени, характерном для мифологического миросозерцания (практически без выхода в линейное, историческое время).

## Атрибуты Вечного Воителя
Как правило, Вечный Воитель в любой инкарнации носит своё постоянное оружие — Чёрный Меч. Этот Меч также возрождается в разных его жизнях во множестве обликов (глаз бога Ринна, рука бога Кулла, игольчатое ружьё Джеремии Корнелиуса, и т. п.) Меч проклят, он обречён убивать; при этом он сам выбирает свои жертвы, не сообразуясь с желанием Воителя (и очень часто — даже вопреки ему). Наибольший акцент на проклятом мече делается в серии романов об Элрике.
Кроме того, Вечного Воителя постоянно сопровождают Спутник Героев (весельчак и поэт Джери-а-Конел) и возлюбленная, также в одной из своих инкарнаций.
У Вечного Воителя есть, как правило, постоянный враг — чаще всего это принц Гейнор Проклятый, также способный к реинкарнации.

## Инкарнации Вечного Воителя

### Основные
- Джек Караквазиан
- Джерек Карнелиан
- Джерри Корнелиус
- Джерри Корнелл
- Джон Дейкер
- Илиана Гаратормская
- Корум
- Обек из Канелуна
- Освальд Бастейбл
- Пепин Горбатый
- Поувис
- Полковник Пьят
- Ракхир, Красный Лучник
- фон Беки (граф Ульрик фон Бек и его наследники)
- Хокмун
- Хронарх
- Элрик
- Эрикезе

### Прочие
- Алерик
- Артос Кельт
- Асквиол
- Брайан
- Голдберг
- Илант
- Клам
- Клен из Клен Гара
- Кловис Марка
- Майкл Кейн
- Макс Сереброкожий
- Малан’ни
- М’в Оком Себпт О’Рили
- Меджинк-Ла-Кос
- Ошбек-Уи
- Пурнахас
- Райн
- Рашоно
- Роланд
- Соджан
- Улисс
- Умпата
- Урлик Скарсол
- Фаустафф
- Фламадин
- Франик
- Шалин